# Hexaclorobenceno
El hexaclorobenceno (HCB) o perclorobenceno es un organoclorado con la fórmula molecular C6Cl6. Es un fungicida anteriormente empleado en el tratamiento de semillas, especialmente de trigo, para controlar el crecimiento fúngico. Fue prohibido a nivel mundial en el Convenio de Estocolmo sobre Contaminantes Orgánicos Persistentes.

## Propiedades físicas y químicas
El hexaclorobenceno pertenece al grupo de compuestos orgánicos del tipo cíclico aromático y no se encuentra de manera natural. Al ser un compuesto aromático comparte todas las características comunes entre ellos, entre las que se encuentran:
- Son moléculas cíclicas.
- Efectúan reacciones de sustitución
- Presentan resonancia y son estables
- La geometría es hexagonal y plana.

A temperatura ambiente adopta forma cristalina de color blanco. Es más soluble en disolventes halogenados como el cloroformo (aproximadamente 0,03 M) menos soluble en ésteres e hidrocarburos (aproximadamente 0,020 M), y aún menos soluble en alcoholes de cadena corta (entre 0,002 y 0,006 M). Su presión de vapor es baja, siendo de 1.09 × 10-5 mmHg a 20 °C, y su punto de inflamabilidad es de 242 °C.

### Principales fuentes
El HCB no existe de manera natural, por lo tanto su generación tiene lugar en las industrias química y metalúrgica, que generan este compuesto de forma involuntaria como subproducto en los procesos de combustión y con la incineración de residuos. 
Se introdujo en 1945 como fungicida para tratamiento de semillas de cultivos agrícolas sobre todo contra una enfermedad[¿cuál?] que afecta algunas cosechas de cereal[¿cuál?] y se empleó en la empleó en la fabricación de fuegos artificiales, municiones y hule sintético.[cita requerida] El empleo de esta sustancia como un producto para la protección de la planta del cereal fue prohibido en la Unión Europea en el año 1988.[cita requerida]
En la actualidad, es principalmente un subproducto de los procesos de obtención de una gran variedad de compuestos clorados, particularmente los bencenos clorados, solventes y varios plaguicidas.